# Presbyornis
Presbyornis ist ein ausgestorbener Vogel aus der Ordnung der Gänsevögel (Anseriformes). Er wurde 1926 nach dem Fund von unzusammenhängenden fossilen Skeletten von Alexander Wetmore  beschrieben. Presbyornis zeigt Merkmale verschiedener Vogelgruppen, darunter flamingoartige, lange Beine und ein entenartiger Schnabel. Wetmore ordnete Presbyornis den Regenpfeiferartigen (Charadriiformes) zu und nahm an, dass aus dieser Gruppe die Flamingos und die Gänsevögel hervorgingen.
1991 wurden viele zusammenhängende Skelette des Vogels im südwestlichen Wyoming und im südöstlichen Utah in der Green-River-Formation gefunden. Im dortigen Fossil Butte Member bildet Presbyornis einen der häufigsten Vogelvertreter. Die Ablagerungen der Green-River-Formation stammen aus dem unteren Eozän vor 50 Millionen Jahren. Eine weitere große Ansammlung von Fossilien wurde 1975 u. a. von Alan Feduccia 150 km weiter, im Canyon Creek, nahe der Grenze zwischen Colorado und Wyoming gefunden. Hier sind die Schnäbel weit besser erhalten und Presbyornis wurde als filtrierender primitiver Gänsevogel erkannt.

## Merkmale
Schädel, Hirnschädel und Schnabel von Presbyornis sind entenartig, der Schnabel nach oben gebogen; ähnlich wie bei der rezenten Affengans, die sich wie Presbyornis von Algen und Zooplankton ernährt.
Das Stirnbein und das Nasenbein sind V-förmig angeordnet, ein Merkmal, das man nur noch bei den heutigen Flamingos findet. Diese Region des Schädels von Presbyornis ist fast identisch mit der eines dreißig Tage alten Kubaflamingo-Kükens.
Oberarmknochen (Humerus), Tibiotarsus und Tarsometatarsus ähneln jenen der Regenpfeiferartigen.

## Umwelt
Presbyornis-Fossilien wurden immer in großen Konzentrationen, zusammen mit zerbrochenen Eischalen gefunden. Die Vögel lebten und brüteten, ähnlich wie Flamingos, kolonial in großen Gruppen an den Ufern von großen Seen. In den gleichen Ablagerungen der Green-River-Formation fand man die Überreste von Palmen, Krokodilen, Weichschildkröten, und von etwa 50 Fischarten, darunter der Rochen Heliobatis, der Heringsartige Knightia, verschiedene Barschartige, Kahlhechte (Amia sp.) und Mondaugen (Eohiodon). Der primitive Fregattvogel Limnofregata azygosternon war ein möglicher Prädator von Presbyornis-Küken.
Aus dem Douglas Creek Member im Uinta-Becken der Green-River-Formation wurden zahlreiche Spurenfossilien von Presbyornis entdeckt, die neben Trittsiegeln auch Hinweise auf das Nahrungsverhalten liefern. Anhand dieser lässt sich schlussfolgern, dass die Tiere nicht nur filtrierend ihre Beute suchten, sondern auch taktil mit dem Schnabel, etwa stochernd im Untergrund oder mit der Schnabelrückseite durch den Schlamm ziehend.

## Systematik
Presbyornis wird zusammen mit drei weiteren Arten, darunter Teviornis gobiensis aus dem Maastrichtium der Nemegt-Formation in der südlichen Mongolei in die Familie Presbyornithidae gestellt, die zur Ordnung der Gänsevögel (Anseriformes) gehört.